# Адміністративний устрій Антрацитівського району
Адміністративний устрій Антрацитівського району — адміністративно-територіальний устрій Антрацитівського району Луганської області на 6 селищних та 8 сільських рад, які об'єднують 42 населені пункти і підпорядковані Антрацитівській районній раді. Адміністративний центр — місто Антрацит, яке є містом обласного значення та не входить до складу району.

## Список радАнтрацитівського району
| №  | Назва                           | Центр                | Населені пункти                                                             | Площа км² | Місце за площею | Населення (2001), осіб. | Місце за населенням |
| -- | ------------------------------- | -------------------- | --------------------------------------------------------------------------- | --------- | --------------- | ----------------------- | ------------------- |
| 1  | Єсаулівська селищна рада        | смт Єсаулівка        | смт Єсаулівка                                                               |           |                 |                         |                     |
| 2  | Іванівська селищна рада         | смт Іванівка         | смт Іванівка с-ще Ковильне с-ще Степове                                     |           |                 |                         |                     |
| 3  | Краснокутська селищна рада      | смт Красний Кут      | смт Красний Кут с-ще Індустрія с-ще Тамара с-ще Урожайне                    |           |                 |                         |                     |
| 4  | Маломиколаївська селищна рада   | смт Маломиколаївка   | смт Маломиколаївка с. Єлизаветівка с. Західне                               |           |                 |                         |                     |
| 5  | Нижньонагольчицька селищна рада | смт Нижній Нагольчик | смт Нижній Нагольчик                                                        |           |                 |                         |                     |
| 6  | Фащівська селищна рада          | смт Фащівка          | смт Фащівка                                                                 |           |                 |                         |                     |
| 7  | Бобриківська сільська рада      | с. Бобрикове         | с. Бобрикове с. Вишневе с. Єгорівка с. Клуникове с. Новокраснівка           |           |                 |                         |                     |
| 8  | Дяківська сільська рада         | с. Дякове            | с. Дякове с. Леонове                                                        |           |                 |                         |                     |
| 9  | Кошарська сільська рада         | с-ще Кошари          | с-ще Кошари с. Лози                                                         |           |                 |                         |                     |
| 10 | Краснолуцька сільська рада      | с-ще Краснолуцький   | с-ще Краснолуцький с. Зелений Гай с-ще Козаківка с-ще Курган с-ще Орлівське |           |                 |                         |                     |
| 11 | Микитівська сільська рада       | с. Микитівка         | с. Микитівка с. Баштевич с. Ганнівка с-ще Сонячне с-ще Широкий              |           |                 |                         |                     |
| 12 | Рафайлівська сільська рада      | с. Рафайлівка        | с. Рафайлівка с. Іллінка с. Леськине                                        |           |                 |                         |                     |
| 13 | Ребриківська сільська рада      | с. Ребрикове         | с. Ребрикове с. Вербівка с. Картушине с. Мечетка                            |           |                 |                         |                     |
| 14 | Червонополянська сільська рада  | с. Червона Поляна    | с. Червона Поляна с. Зеленодільське с-ще Ковпакове                          |           |                 |                         |                     |

* Примітки: м. — місто, смт — селище міського типу, с. — село, с-ще — селище